# Голубац (община)
Голубац (серб. Голубац) — община в Сербии, входит в Браничевский округ.
Население общины составляет 9248 человек (2007 год), плотность населения составляет 25 чел./км². Занимаемая площадь — 368 км², из них 42,4 % используется в промышленных целях.
Административный центр общины — село Голубац. Община Голубац состоит из 24 населённых пунктов, средняя площадь населённого пункта — 15,3 км².

## Статистика населения общины
| Год  | Население, чел. |
| ---- | --------------- |
| 1991 | 10 328          |
| 2001 | 9947            |
| 2002 | 9883            |
| 2003 | 9775            |
| 2004 | 9658            |
| 2005 | 9523            |
| 2006 | 9392            |
| 2007 | 9248            |